# LTspice
LTspice és un programari gratuït per a la simulació de circuits electrònics, desenvolupat pel fabricant de semiconductors Linear Technology (LTC). LTspice et dona l'habilitat d'establir un circuits amb una interfície gràfica d'usuari i la possibilitat de simular el comportament en petit, mig i gran senyal (corrent continu, corrent altern).

## Característiques

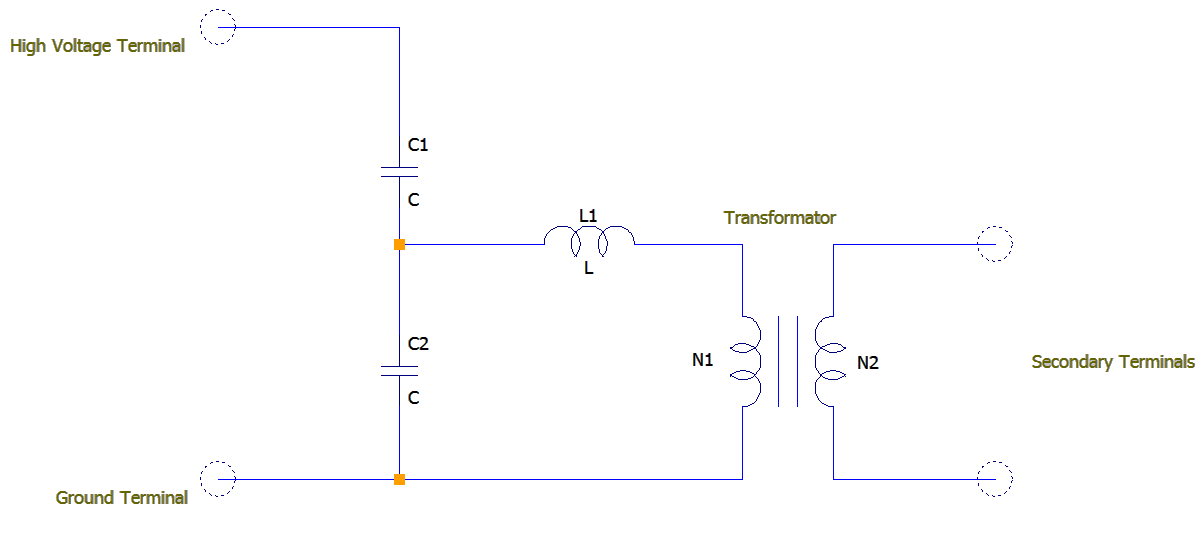
Fig.1 Model equivalent d'un transformador

- Interfície d'usuari gràfica : editor de símbols i esquemàtics. Visualitzador de formes d'ona.
- Gran quantitat de biblioteques de components :[6]
  - Components elementals :
    - Resistències.
    - Condensadors.
    - Inductors.
    - Transformadors.
    - Semiconductors.
    - Interruptors.

  - Fonts de corrent i tensió :
    - Independents : pulsats, sinusoidals, exponencials, modulades.
    - Dependents : de tensió controlades per tensió, de tensió controlades per corrent, de corrent controlades per tensió, de corrent controlades per corrent.
- Línies de transmissió: amb pèrdues i sense pèrdues.